# Липова піч
Ли́пова піч — ботанічний заказник місцевого значення в Україні. Розташований на території Звягельського району Житомирської області, на південний схід від села Льонівка. 
Площа 227 га. Статус присвоєно згідно з рішенням облвиконкому від 01.02.1988 року № 27. Перебуває у віданні ДП «Ємільчинське ЛГ» (Королівське лісництво, кв. 30, 35). 
Статус присвоєно для збереження частини лісового масиву з цінними насадженнями дуба, сосни, берези; на перезволожених ділянках зростає вільха.